# 5860 Deankoontz
5860 Deankoontz este un asteroid din centura principală de asteroizi.

## Descriere
5860 Deankoontz este un asteroid din centura principală de asteroizi. A fost descoperit pe 28 august 1981 la Observatorul Kleť de Zdeňka Vávrová. Asteroidul prezintă o orbită caracterizată de o semiaxă mare de 2,43 ua, o excentricitate de 0,20 și o înclinație de 1,5° în raport cu ecliptica.